# Naturdenkmal Bergahorn an der Straße zwischen Melbecke und Obermelbecke
Das Naturdenkmal Bergahorn an der Straße zwischen Melbecke und Obermelbecke ist ein Bergahorn, welcher als Naturdenkmal (ND) ausgewiesen wurde, an der Straße zwischen Melbecke und Obermelbecke in der Gemeinde Lennestadt. Das Gebiet wurde 2006 mit dem Landschaftsplan Elsper Senke – Lennebergland. Nr. 2 durch den Kreis Olpe als ND ausgewiesen.
Beim ND handelt es sich um einen etwa 150-jährigen Bergahorn. Der Baum wächst als Doppelstamm und hat rund 100 cm Stammdurchmesser. Der Baum wurde aufgrund seiner Eigenart, Schönheit und das Landschaftsbild in besonderem Maße prägt und belebt ausgewiesen.